# Batya Gour
Batya Gour (en hébreu : בתיה גור), née Batya Mann le 1er septembre 1947 à Tel Aviv et morte le 19 mai 2005 à Jérusalem, est une écrivaine et critique littéraire israélienne, spécialisée dans le roman policier. Surnommée par certains l’Agatha Christie israélienne, Batya Gour a abordé le genre par des manières inconnues jusque-là dans la littérature israélienne.[réf. nécessaire]

## Biographie
Batya Gour naît le 1er septembre 1947 à Tel Aviv, alors située en Palestine mandataire. Ses parents sont tous deux des survivants de la Shoah, elle n'a qu'un frère. Elle grandit à Ramat Gan, puis à Tel Aviv, où elle accomplit ses années de lycée. Son service militaire se déroule à Ofaqim, dans le désert du Neguev, une région pauvre parsemée de villes de développement. Après des études à l'Université hébraïque de Jérusalem, où elle obtient une maîtrise en littérature comparée, elle épouse le psychologue Amos Gur, dont elle aura trois enfants, Yonatan, Ehud et Hamutal. Après son divorce, elle passera les sept dernières années de sa vie auprès du critique littéraire Ariel Hirschfeld.
Elle passe plusieurs années aux États-Unis avant de revenir s'installer à Jérusalem, où elle enseigne la littérature au lycée Boyar ainsi qu'à l'Université hébraïque de Jérusalem et à l'Open University. Elle collabore également, en tant que critique littéraire, au quotidien israélien Haaretz. Elle est alors une opposante farouche du Premier ministre Ariel Sharon.
B. Gour se met à l'écriture sur le tard, à l'âge de 41 ans : en 1988, elle publie Le Meurtre du samedi matin (Reṣaḥ bšabat babwqer : rwmaʾn balašiy), un premier roman policier qui met en scène son héros récurrent, le commissaire Michaël Ohayon, « directeur des affaires criminelle de Jérusalem ». Ohayon, un ex-enfant prodige originaire du Maroc, a un parcours insolite pour un policier : grand, les yeux sombres, sensible, il est également cérébral, mélancolique et porté à l'introspection. Issu d'une famille nombreuse et défavorisée, il a décroché une bourse pour faire ses études à Cambridge, où il s'est spécialisé dans les guildes médiévales, sans toutefois pouvoir achever son doctorat. Ohayon revient dans cinq autres titres. Dans Meurtre à l'université (Maṿet ba-ḥug le-sifrut), nombre des personnages sont inspirés d'individus réels, issus des milieux académiques israéliens. Presque toujours, les enquêtes poussent le commissaire à s'introduire « dans des milieux fermés décrits avec réalisme et force de détails, apportant au lecteur des éclairages précieux sur certaines réalités politiques israéliennes », notamment dans Meurtre au kibboutz (Liynah mšwtepet : reṣaḥ baqiybwṣ, 1992). Dans Meurtre au philharmonique (ha-Merḥaḳ ha-nakhon : rotseaḥ musiḳali, 1996), l'intrigue policière compte de nombreuses anecdotes sur la musique baroque.
Aucune thématique n'échappe à l'autrice : la discrimination ethnique, la pauvreté, le chômage, la vie des nouveaux immigrants et des marginaux...
Batya Gour meurt le 19 mai 2005 à son domicile de la rue Emek Refaim à Jérusalem, d'un cancer diagnostiqué 9 mois plus tôt. Elle est enterrée au Mont des Répits, le cimetière de Givat Shaul.

## Œuvres

### Romans

#### SérieMichaël Ohayon
- Reṣaḥ bšabat babwqer : rwmaʾn balašiy (1988) Publié en français sous le titre Le Meurtre du samedi matin : un roman psychanalytique, traduit par Jacqueline Carnaud et Laurence Sendrowicz, Paris, Fayard, 1993  (ISBN 2-213-03174-6) ; réédition, Paris, LGF, coll. « Le Livre de poche » no 14540, 1998  (ISBN 2-253-14540-8) ; réédition, Paris, Gallimard, coll. « Folio policier » no 447, 2006  (ISBN 9782070308965)
- Maṿet ba-ḥug le-sifrut (1989) Publié en français sous le titre Meurtre à l'université : un crime littéraire, traduit par Jacqueline Carnaud et Jacqueline Lahana, Paris, Fayard, 1994  (ISBN 2-213-59318-3) ; réédition, Paris, LGF, coll. « Le Livre de poche » no 14998, 2001  (ISBN 2-253-14998-5) ; réédition, Paris, Gallimard, coll. « Folio policier » no 455, 2007  (ISBN 978-2-07-033921-1)
- Liynah mšwtepet : reṣaḥ baqiybwṣ (1992) Publié en français sous le titre Meurtre au kibboutz, traduit par Rosie Pinhas-Delpuech, Paris, Fayard, 1995  (ISBN 2-213-59491-0) ; réédition, Paris, LGF, coll. « Le Livre de poche » no 14478, 1998  (ISBN 2-253-14998-5) ; réédition, Paris, Gallimard, coll. « Folio policier » no 419, 2006  (ISBN 2-07-030897-9)
- Ha Merḥaḳ hanakwn : rotseaḥ musiḳali (1996) Publié en français sous le titre Meurtre au philharmonique, traduit par Laurence Sendrowicz, Paris, Fayard, 1997  (ISBN 2-213-59979-3) ; réédition, Paris, LGF, coll. « Le Livre de poche » no 14825, 2000  (ISBN 2-253-14825-3) ; réédition, Paris, Gallimard, coll. « Folio policier » no 474, 2007  (ISBN 978-2-07-033922-8)
- Reșah̦ bDerek Beyt Leh̦em (2001) Publié en français sous le titre Meurtre sur la route de Bethléem, traduit par Laurence Sendrowicz, Paris, Fayard, coll. « Policiers », 2003  (ISBN 2-213-61519-5) ; réédition, Paris, Gallimard, coll. « Folio policier » no 400, 2006  (ISBN 2-07030898-7)
- Reṣaḥ, mṣalmiym (2004) Publié en français sous le titre Meurtre en direct, traduit par Emmanuel Moses, Paris, Gallimard, coll. « Série Noire », 2006  (ISBN 2-07-077350-7) ; réédition, Paris, Gallimard, coll. « Folio policier » no 779, 2015  (ISBN 978-207-046585-9)

### Autres romans
- ʾEben taḥat ʾeben Publié en français sous le titre Là où nous avons raison, Paris, Gallimard, coll. « Du monde entier », 2000  (ISBN 2-07-075465-0)
- Meragel be-tokh ha-bayit (2000) (littéralement : L'Espion dans la maison), roman de littérature d'enfance et de jeunesse

### Essai
- Requiem la-tseniout o likhiot be-yerouchalaïm (2000) Publié en français sous le titre Jérusalem, une leçon d'humilité, traduit par Sylvie Cohen, Paris, Gallimard, coll. « Arcades » no 67, 2000  (ISBN 2-07-075811-7)

## Sources
- Claude Mesplède (dir.), Dictionnaire des littératures policières, vol. 1 : A - I, Nantes, Joseph K, coll. « Temps noir », 2007, 1054 p. (ISBN 978-2-910-68644-4, OCLC 315873251), p. 867.
- (en) Margalit Fox, « Batya Gur, Mystery Writer and Critic, Is Dead at 57 », The New York Times,‎ 30 mai 2005 (lire en ligne , consulté le 23 décembre 2023)
- https://www.haaretz.com/misc/article-print-page/1.4844189